# 3c-star
重点城市群大气复合污染综合防治技术与集成示范（Synthesized Prevention Techniques for Air Pollution Complex and Integrated Demonstration in Key City-Cluster Region，简称3C-STAR），是中国“十一、五”期间，由国家高技术研究与发展计划（863）设立的一个项目，以增强城市群区域大气复合污染控制能力，参与的单位包括北京大学、清华大学等著名院校及科研部门，以及珠三角及京津地区政府环保部门。
项目选择珠江三角洲和京津及周边省市为示范区，研究大气复合污染监测的关键技术、标准和规范，建立动态源清单技术，构建区域性立体监测网络和预测预警系统，开发与复合污染有关的关键污染源控制技术和设备，建立大气复合污染综合防治的区域调控机制和运行体系，促进环境管理从以城市为重点向区域协调联合调控的跨越。